# Villorsonnens
Villorsonnens (toponimo francese) è un comune svizzero di 1 384 abitanti del Canton Friburgo, nel distretto della Glâne.

## Storia
Il comune di Villorsonnens è stato istituito il 1º gennaio 2001 con la fusione dei comuni soppressi di Chavannes-sous-Orsonnens, Orsonnens, Villargiroud e Villarsiviriaux; capoluogo comunale è Orsonnens.

## Geografia antropica
Le frazioni di Villorsonnens sono:
- Chavannes-sous-Orsonnens[2]
  - Granges-la-Battiaz
- Orsonnens[3]
- Villargiroud[4]
- Villarsiviriaux[5]

## Amministrazione
Ogni famiglia originaria del luogo fa parte del comune patriziale che ha la responsabilità della manutenzione di ogni bene comune.